# Михайловский, Василий Васильевич
Василий Васильевич Михайловский  (1937, Киев — 8 сентября 2020, Киев) — заместитель председателя Всеукраинской ассоциации евреев — бывших узников гетто и концлагерей, очевидец трагедии в Бабьем Яру.

## Биография
Василий Михайловский (имя при рождении — Цезарь Петрович Кац) родился в Киеве в 1937 году в семье Петра Соломоновича Каца (с 1902 по 1941 год), директора кафе на Крещатике, и Ципы Зильберштейн, умершей вскоре после родов. До Великой Отечественной войны вместе с отцом и братом Павлом проживал в коммунальной квартире на улице Костельной в Киеве. Воспитывался няней Анастасией Константиновной Фоминой, родом из-под Мариуполя, которая бежала от голода в Киев, где была принята в семью Кац в качестве домохозяйки и воспитательницы детей.

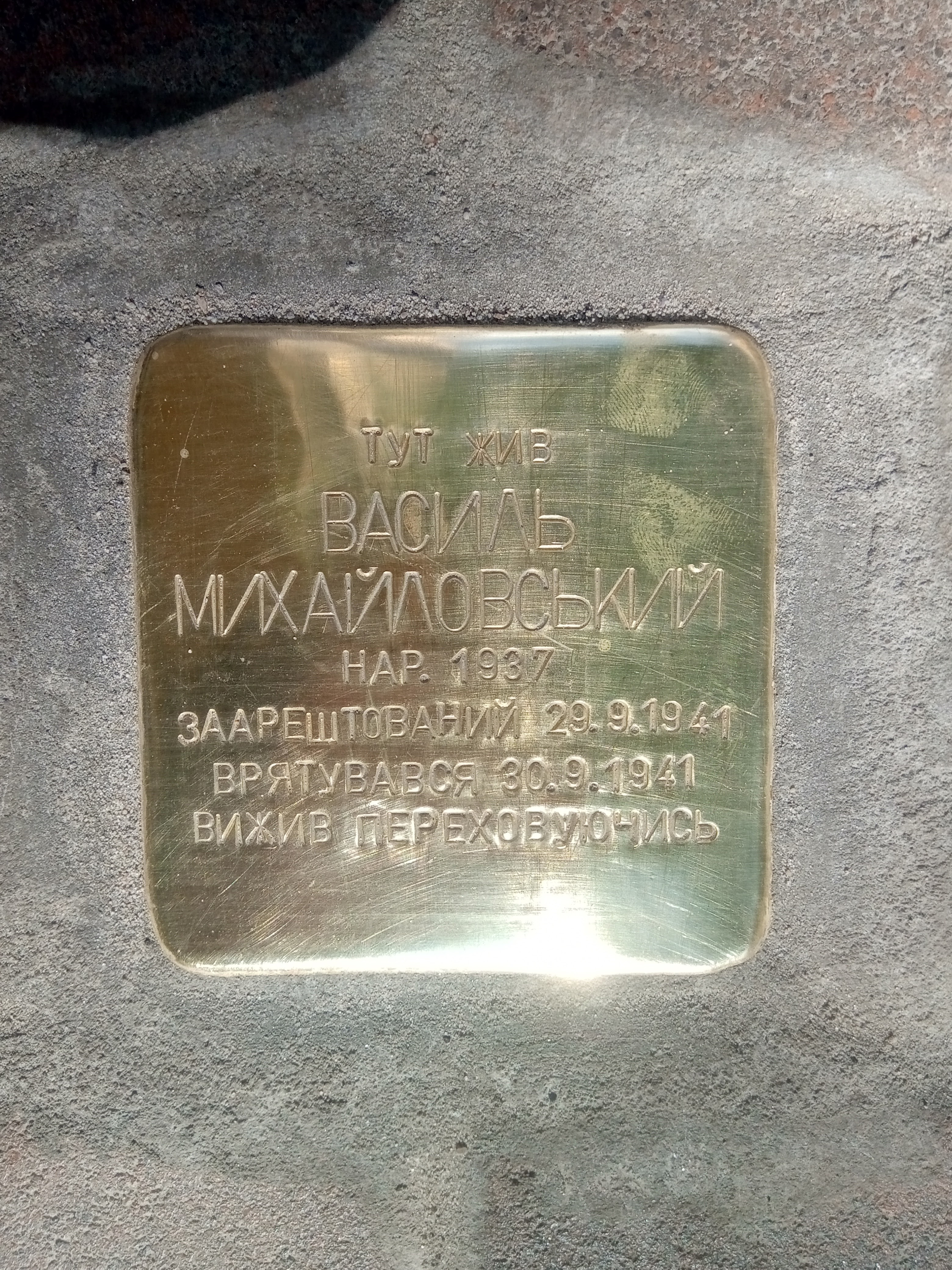
Picture of Visiliy Mikhailovskyi commemorative sign

После начала войны отец Василия Михайловского был призван в Красную армию, но вскоре был пленен и попал в Дарницкий концлагерь. Бежав во время марша из колонны военнопленных, 28 сентября 1941 года он был схвачен дома по наводке дворника и впоследствии погиб.
Василию и его няне Анастасии Фоминой не удалось эвакуироваться из Киева. Когда их эшелон в городе Нежине пропускал составы с эвакуированным оборудованием заводов, они вдвоем отправились в Киев за припасами. Во время их пребывания в Киеве эшелон вместе с бабушкой и братом Павлом ушёл: родные впоследствии добрались до Москвы.
29 сентября 1941 года Василий Михайловский и Анастасия Фомина присоединились к колонне евреев, идущих в Бабий Яр. Чудом избежав смерти, они две недели скрывались в развалинах Киева.
После скитаний Анастасия привела Василия Михайловского на улицу Предславинскую № 112, в приют для бездомных детей, и оставила его там с запиской, где было написано вымышленное имя — «Вася Фомин». Директор приюта Нина Никитична Гудкова, признанная в 1994 году Праведницей народов мира, и весь его персонал неоднократно прятали Василия и всех еврейских детей во время немецких проверок.
Перед освобождением Киева Михайловский попал в поселок Ворзель в Дом ребёнка, где в 1945 году был усыновлен семьей врачей — Михайловскими Василием Ивановичем и Бертой Савельевной. После войны Василий Михайловский окончил школу с серебряной медалью и поступил в строительный институт. Впоследствии работал на Кременчугской и на Киевской ГЭС, строил газо- и нефтепроводы, в 1990-е возглавлял проектно-конструкторское бюро.
В конце 1980-х Михайловский был одним из создателей организации «Зикарон Шоа» («Память Катастрофы») и учредителей Всеукраинской ассоциации жертв Холокоста. Михайловский был одним из активистов, решавших вопрос о компенсациях для евреев бывшего СССР. В последние годы жизни Василий Васильевич Михайловский возглавлял Киевскую организацию Всеукраинской Ассоциации евреев, бывших узников гетто и концлагерей. В 2005 году награждён орденом «За заслуги» III степени. В конце августа 2020 года Василий Михайловский был награждён президентом орденом «За заслуги» I степени. Скончался в Киеве после продолжительной болезни.